# Leichtathletik-Weltmeisterschaften 1983/400 m der Männer

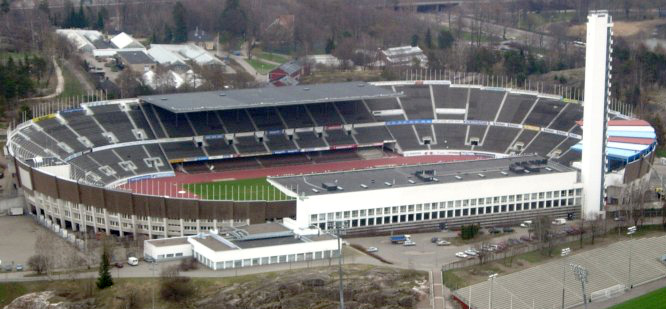
Das Olympiastadion in Helsinki

Der 400-Meter-Lauf der Männer bei den Leichtathletik-Weltmeisterschaften 1983 fand am 7., 8., 9. und 10. August 1983 in Helsinki, Finnland, statt.
An den Weltmeisterschaften nahmen 50 Athleten aus 42 Ländern teil. In diesem Wettbewerb errangen die US-amerikanischen Läufer mit Silber und Bronze zwei Medaillen. Weltmeister wurde der Jamaikaner Bert Cameron in 45,05 s. Auf den zweiten Platz kam Michael Franks in 45,22 s und Dritter wurde Sunder Nix in 45,24 s.

## Rekorde
Vor dem Wettbewerb galten folgende Rekorde:
| Weltrekord               | Lee Evans                                                                   | 43,86 s                                                                     | Olympische Spiele in Mexiko-Stadt, Mexiko                                   | 18. Oktober 1968                                                            |
| Weltmeisterschaftsrekord | Es gab noch keine WM-Rekorde, die Veranstaltung wurde erstmals ausgetragen. | Es gab noch keine WM-Rekorde, die Veranstaltung wurde erstmals ausgetragen. | Es gab noch keine WM-Rekorde, die Veranstaltung wurde erstmals ausgetragen. | Es gab noch keine WM-Rekorde, die Veranstaltung wurde erstmals ausgetragen. |

Der Meisterschaftsrekord wurde nach und nach auf zuletzt 45,05 s gesteigert (Bert Cameron, Jamaika im Finale am 10. August 1983).

## Vorläufe
7. August 1983
Aus den sieben Vorläufen qualifizierten sich die jeweils vier Ersten jedes Laufes – hellblau unterlegt – und zusätzlich die vier Zeitschnellsten – hellgrün unterlegt – für das Viertelfinale.

### Lauf 1
| Platz | Athlet           | Land                           | Zeit (s) |
| ----- | ---------------- | ------------------------------ | -------- |
| 1     | Sunder Nix       | Vereinigte Staaten             | 46,19 CR |
| 2     | Gérson de Souza  | Brasilien                      | 46,43    |
| 3     | Philip Brown     | Vereinigtes Königreich         | 46,60    |
| 4     | Isidro Del Prado | Philippinen                    | 46,92    |
| 5     | Aldo Canti       | Frankreich                     | 47,50    |
| 6     | Gordan Hinds     | Barbados                       | 47,55    |
| 7     | Kenrick Camerud  | St. Christopher-Nevis-Anguilla | 49,68    |
|       | Paiwa Bogela     | Papua-Neuguinea                | DNS      |

### Lauf 2

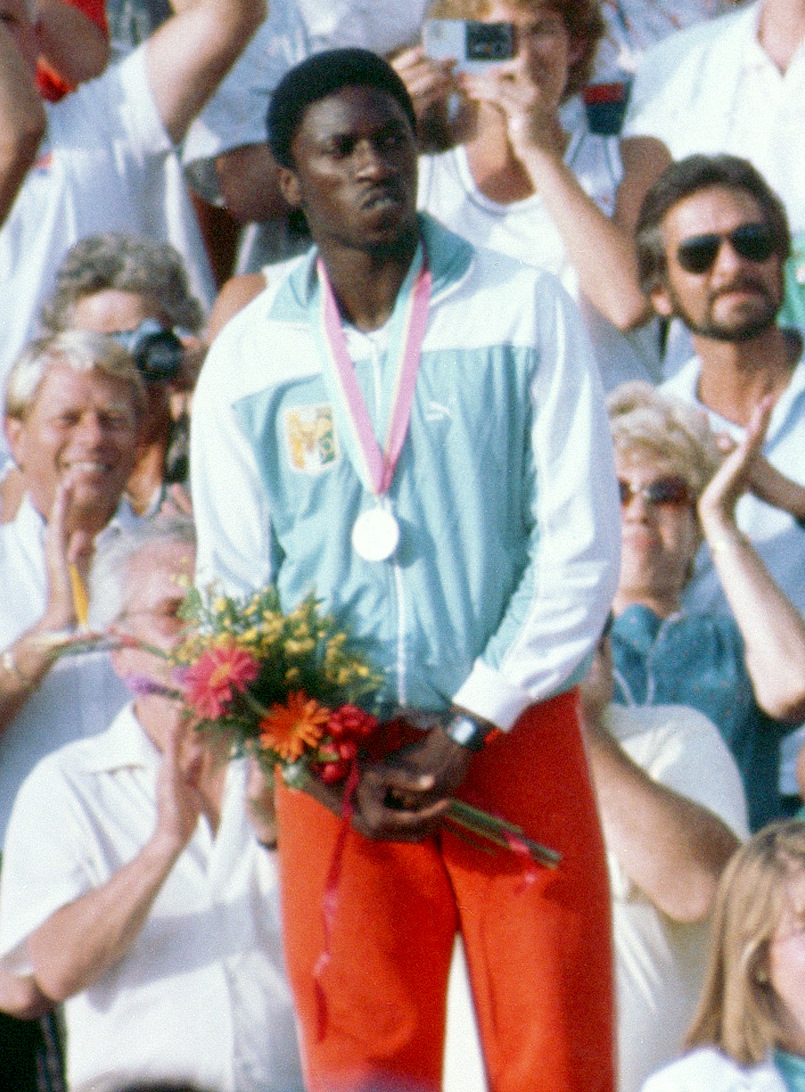
Als Fünfter seines Viertelfinallaufs war Gabriel Tiacoh um einen Rang zu weit hinten, um im Halbfinale dabei zu sein

| Platz | Athlet               | Land                         | Zeit (s) |
| ----- | -------------------- | ---------------------------- | -------- |
| 1     | Bert Cameron         | Jamaika                      | 46,11 CR |
| 2     | Ján Tomko            | Tschechoslowakei             | 46,17    |
| 3     | Thomas Schönlebe     | DDR                          | 46,23    |
| 4     | Sándor Vasvári       | Ungarn                       | 46,69    |
| 5     | Abu Alhassan         | Ghana                        | 48,14    |
| 6     | Khalil Ibrahim Salem | Vereinigte Arabische Emirate | 48,16    |
| 7     | Ali Al Harazi        | Nordjemen                    | 59,67    |
|       | Ángel Heras          | Spanien                      | DSQ      |

### Lauf 3
| Platz | Athlet           | Land                     | Zeit (s) |
| ----- | ---------------- | ------------------------ | -------- |
| 1     | Erwin Skamrahl   | BR Deutschland           | 46,31    |
| 2     | Todd Bennett     | Vereinigtes Königreich   | 46,58    |
| 3     | Doug Hinds       | Kanada                   | 46,64    |
| 4     | Gary Minihan     | Australien               | 46,90    |
| 5     | James Atuti      | Kenia                    | 46,95    |
| 6     | Dean Greenaway   | Britische Jungferninseln | 48,26    |
|       | Emmanuel Bitanga | Kamerun                  | DNS      |

### Lauf 4
| Platz | Athlet            | Land                           | Zeit (s) |
| ----- | ----------------- | ------------------------------ | -------- |
| 1     | Michael Paul      | Trinidad und Tobago            | 46,33    |
| 2     | Moses Kyeswa      | Uganda                         | 46,35    |
| 3     | Susumu Takano     | Japan                          | 46,66    |
| 4     | Eliot Tabron      | Vereinigte Staaten             | 46,68    |
| 5     | Marcel Arnold     | Schweiz                        | 47,44    |
| 6     | David Sawyerr     | Sierra Leone                   | 49,29    |
| 7     | Lenford O’Garro   | St. Vincent und die Grenadinen | 50,25    |
|       | Nafi Ahmed Mersal | Ägypten                        | DNS      |

### Lauf 5
| Platz | Athlet                | Land           | Zeit (s) |
| ----- | --------------------- | -------------- | -------- |
| 1     | Martin Weppler        | BR Deutschland | 46,32    |
| 2     | Hassan el-Kashief     | Sudan          | 46,61    |
| 3     | Wiktor Markin         | Sowjetunion    | 46,74    |
| 4     | Gabriel Tiacoh        | Elfenbeinküste | 47,11    |
| 5     | Héctor Daley          | Panama         | 47,19    |
| 6     | Eric Josjö            | Schweden       | 47,25    |
| 7     | Jean-Marie Rudasinqwa | Ruanda         | 50,52    |
|       | Allan Ingraham        | Bahamas        | DNS      |

### Lauf 6
| Platz | Athlet                | Land               | Zeit (s) |
| ----- | --------------------- | ------------------ | -------- |
| 1     | Michael Franks        | Vereinigte Staaten | 46,16    |
| 2     | Oddur Sigurðsson      | Island             | 47,09    |
| 3     | Christopher Madzokere | Simbabwe           | 47,17    |
| 4     | Dušan Malovec         | Tschechoslowakei   | 47,35    |
| 5     | Moussa Fall           | Senegal            | 47,72    |
| 6     | Joseph Ramotshabi     | Botswana           | 48,35    |
| 7     | Agripa Mwausegha      | Malawi             | 49,02    |
|       | Sunday Uti            | Nigeria            | DSQ      |

### Lauf 7
| Platz | Athlet         | Land                | Zeit (s) |
| ----- | -------------- | ------------------- | -------- |
| 1     | Hartmut Weber  | BR Deutschland      | 45,74 CR |
| 2     | Darren Clark   | Australien          | 46,26    |
| 3     | Mike Okot      | Uganda              | 46,69    |
| 4     | Matti Rusanen  | Finnland            | 47,37    |
| 5     | Adram M'Kumi   | Tansania            | 49,22    |
| 6     | Clive Williams | Belize              | 51,82    |
|       | Roberto Ribaud | Italien             | DSQ      |
|       | Mike Solomon   | Trinidad und Tobago | DNS      |

## Viertelfinale
8. August 1983
Aus den vier Viertelfinalläufen qualifizierten sich die jeweils vier Ersten jedes Laufes – hellblau unterlegt – für das Halbfinale.

### Lauf 1
| Platz | Athlet                | Land                   | Zeit (s) |
| ----- | --------------------- | ---------------------- | -------- |
| 1     | Michael Franks        | Vereinigte Staaten     | 45,57 CR |
| 2     | Philip Brown          | Vereinigtes Königreich | 45,80    |
| 3     | Thomas Schönlebe      | DDR                    | 45,86    |
| 4     | Martin Weppler        | BR Deutschland         | 46,12    |
| 5     | Gary Minihan          | Australien             | 46,32    |
| 6     | Mike Okot             | Uganda                 | 46,38    |
| 7     | Christopher Madzokere | Simbabwe               | 46,74    |
|       | Dušan Malovec         | Tschechoslowakei       | DNF      |

### Lauf 2
| Platz | Athlet           | Land               | Zeit (s) |
| ----- | ---------------- | ------------------ | -------- |
| 1     | Bert Cameron     | Jamaika            | 45,76    |
| 2     | Darren Clark     | Australien         | 45,84    |
| 3     | Erwin Skamrahl   | BR Deutschland     | 45,90    |
| 4     | Gérson de Souza  | Brasilien          | 45,94    |
| 5     | Gabriel Tiacoh   | Elfenbeinküste     | 46,22    |
| 6     | Eliot Tabron     | Vereinigte Staaten | 46,54    |
| 7     | Isidro Del Prado | Philippinen        | 46,71    |
| 8     | Matti Rusanen    | Finnland           | 47,69    |

### Lauf 3
| Platz | Athlet           | Land                | Zeit (s) |
| ----- | ---------------- | ------------------- | -------- |
| 1     | Hartmut Weber    | BR Deutschland      | 46,01    |
| 2     | Moses Kyeswa     | Uganda              | 46,31    |
| 3     | Michael Paul     | Trinidad und Tobago | 46,44    |
| 4     | Doug Hinds       | Kanada              | 46,62    |
| 5     | Susumu Takano    | Japan               | 47,06    |
| 6     | James Atuti      | Kenia               | 47,59    |
| 7     | Oddur Sigurðsson | Island              | 48,09    |
|       | Marcel Arnold    | Schweiz             | DNS      |

### Lauf 4
| Platz | Athlet            | Land                   | Zeit (s) |
| ----- | ----------------- | ---------------------- | -------- |
| 1     | Wiktor Markin     | Sowjetunion            | 46,16    |
| 2     | Sunder Nix        | Vereinigte Staaten     | 46,19    |
| 3     | Ján Tomko         | Tschechoslowakei       | 46,24    |
| 4     | Todd Bennett      | Vereinigtes Königreich | 46,39    |
| 5     | Héctor Daley      | Panama                 | 46,42    |
| 6     | Eric Josjö        | Schweden               | 46,97    |
| 7     | Sándor Vasvári    | Ungarn                 | 47,34    |
|       | Hassan el-Kashief | Sudan                  | DNF      |

## Halbfinale
9. August 1983
Aus den zwei Halbfinalläufen qualifizierten sich die jeweils vier Ersten jedes Laufes – hellblau unterlegt – für das Finale.

### Lauf 1
| Platz | Athlet           | Land                   | Zeit (s) |
| ----- | ---------------- | ---------------------- | -------- |
| 1     | Michael Franks   | Vereinigte Staaten     | 46,44    |
| 2     | Hartmut Weber    | BR Deutschland         | 45,61    |
| 3     | Thomas Schönlebe | DDR                    | 45,67    |
| 4     | Michael Paul     | Trinidad und Tobago    | 45,83    |
| 5     | Ján Tomko        | Tschechoslowakei       | 46,03    |
| 6     | Todd Bennett     | Vereinigtes Königreich | 46,11    |
| 7     | Darren Clark     | Australien             | 46,36    |
| 8     | Martin Weppler   | BR Deutschland         | 46,55    |

### Lauf 2
| Platz | Athlet          | Land                   | Zeit (s) |
| ----- | --------------- | ---------------------- | -------- |
| 1     | Bert Cameron    | Jamaika                | 45,48 CR |
| 2     | Erwin Skamrahl  | BR Deutschland         | 45,61    |
| 3     | Gérson de Souza | Brasilien              | 45,63    |
| 4     | Sunder Nix      | Vereinigte Staaten     | 45,73    |
| 5     | Wiktor Markin   | Sowjetunion            | 45,73    |
| 6     | Doug Hinds      | Kanada                 | 46,52    |
| 7     | Moses Kyeswa    | Uganda                 | 46,79    |
| 8     | Philip Brown    | Vereinigtes Königreich | 46,81    |

## Finale

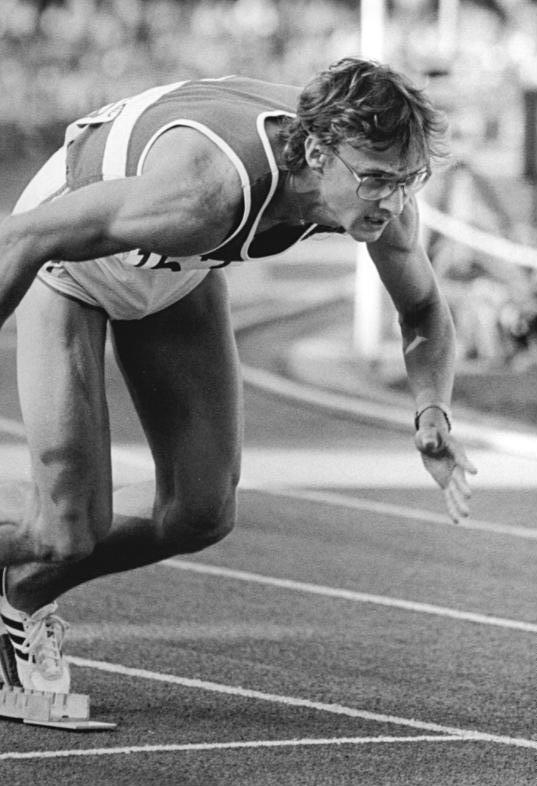
Thomas Schönlebe, bei den kommenden Weltmeisterschaften Sieger dieses Wettbewerbs, kam hier auf den sechsten Platz

10. August 1983
| Platz | Athlet           | Land                | Zeit (s) |
| ----- | ---------------- | ------------------- | -------- |
|       | Bert Cameron     | Jamaika             | 45,05 CR |
|       | Michael Franks   | Vereinigte Staaten  | 45,22    |
|       | Sunder Nix       | Vereinigte Staaten  | 45,24    |
| 4     | Erwin Skamrahl   | BR Deutschland      | 45,37    |
| 5     | Hartmut Weber    | BR Deutschland      | 45,49    |
| 6     | Thomas Schönlebe | DDR                 | 45,50    |
| 7     | Michael Paul     | Trinidad und Tobago | 45,80    |
| 8     | Gérson de Souza  | Brasilien           | 45,91    |

## Video
- World Record | Women's 400m Final | IAAF World Championships Helsinki 1983 auf youtube.com, abgerufen am 28. März 2020